# Partia Nowej Demokracji
Nowa Demokracja (port. Partido da Nova Democracia) jest portugalską liberalno-konserwatywną partią polityczną, nie posiadającą swej reprezentacji parlamentarnej. Powstała w wyniku odejścia Manuela Monteiro z Partii Ludowej.